# Fidèle Sarassoro
Fidèle Gboroton Sarassoro, né en 1960 est un diplomate, haut fonctionnaire et homme politique ivoirien. Ancien fonctionnaire de l'ONU, il est l'actuel directeur de cabinet du président Alassane Ouattara avec rang de ministre. Par ailleurs député de Sinématiali depuis 2021, et président du conseil régional du Poro depuis 2023. Membre du Rassemblement des houphouëtistes pour la démocratie et la paix (RHDP).

## Biographie

### Naissance et formation
Fidèle Sarassoro naît en 1960, il est de nationalité ivoirienne. Son père Hyacinthe Sarassoro, est une figure politique et intellectuelle de la Côte d'Ivoire,.
Il est titulaire d'une licence en science économique obtenu en Côte d'Ivoire et d'un doctorat de l'université de l'Illinois à Urbana-Champaign au États-Unis,.

### Carrière de diplomate à l'ONU
Fidèle Sarassoro commence sa carrière au sein des organismes des Nations unies au Bureau des Nations unies pour les services de projet, le Fonds des Nations unies de développement du capital et l’Agence des États-Unis pour le développement international (USAID).
Pendant quatre ans, entre 2002 et 2006, Fidèle Sarassoro est le coordonnateur résident des Nations unies et représentant résident du Programme des Nations unies pour le développement (PNUD) au Togo, où il assiste le gouvernement togolais dans la formulation des réformes relatives à la gouvernance.
Par la suite, il occupe dès 2006, les fonctions de résident et de coordonnateur humanitaire des Nations unies ainsi que de représentant résident du Programme des Nations unies pour le développement (PNUD) en Éthiopie où il développe un mécanisme de coordination pour remédier aux problèmes de l’accès à l'aide humanitaire.
Il dirige la réforme de l’ONU et améliore la coordination de l’une des plus grandes équipes de pays de l’ONU en Afrique. Il améliore également l’efficacité de l’assistance, en sa qualité de coprésident du groupe pour l’aide au développement, le consortium des donateurs en Éthiopie.
En 2009, Fidèle Sarassoro est nommé par le secrétaire général des Nations Unies, Ban Ki-moon, au poste de représentant spécial adjoint pour la République démocratique du Congo (RDC), où il occupe aussi les fonctions de coordonnateur résident des Nations unies et de coordonnateur humanitaire. Il succède à Ross Mountain (en) de la Nouvelle-Zélande. Fidèle Sarassoro quitte à son tour la RDC en 2012,.

## Carrière politique

### ADDR
De retour en Côte d'Ivoire en 2012, Fidèle Sarassoro est nommé directeur de l'Autorité pour le désarmement, la démobilisation et la réintégration (ADDR) des ex-combattants de la crise politico-militaire de 2010-2011,.

### Ministre
À la dissolution de l'ADDR, le président Alassane Ouattara le nomme conseiller spécial et chef de cabinet chargé de l’agenda présidentiel en 2015,. Pendant près de deux ans, il occupe ce poste avant de devenir directeur de cabinet en janvier 2017. Fidèle Sarassoro conserve ses fonctions jusqu'en 2021 où il devient ministre,. Il est reconduit dans le gouvernement Beugré Mambé du 17 octobre 2023.

### Député
En 2021, sous la bannière du Rassemblement des houphouëtistes pour la démocratie et la paix (RHDP), il est élu député de Sinématiali, dans la région du Poro, lors des élections législatives de mars 2021, avec plus de 99 % des suffrages exprimés.